# Luruaco
Luruaco ist eine Gemeinde (municipio) im Departamento Atlántico in Kolumbien.

## Geographie
Luruaco liegt in der Subregion Sur in Atlántico auf einer Höhe von 31 m ü. NN, 67 km von Barranquilla entfernt und hat eine Jahresdurchschnittstemperatur von 28 °C. Auf dem Gebiet der Gemeinde Luruaco finden sich die Lagune Luruaco, der Stausee Guájaro und das Feuchtgebiet San Juan de Tocagua. Die Gemeinde grenzt im Norden an Piojó, im Osten an Sabanalarga, im Süden an Repelón und im Westen an Santa Catalina im Departamento de Bolívar.

## Bevölkerung
Die Gemeinde Luruaco hat 31.230 Einwohner, von denen 15.957 im städtischen Teil (cabecera municipal) der Gemeinde leben (Stand: 2022).

## Geschichte
Luruaco geht auf ein indigenes Dorf Uruaco zurück. Für die Spanier wurde der Ort 1553 entdeckt. Seit 1960 hat Luruaco den Status einer Gemeinde. Zwischenzeitlich wurde der Name nach einem konservativen Politiker in Urdaneta Arbeláez geändert, auf Wunsch der Einwohner aber nach einer Zeit wieder zurückgeändert.

## Wirtschaft
Die wichtigsten Wirtschaftszweige von Luruaco sind Holzwirtschaft, Landwirtschaft, Rinderproduktion und Fischerei. Angebaut werden insbesondere Zuckerrohr, Mais, Reis und Maniok.

## Gastronomie
Luruaco ist bekannt für die Arepa de Huevo, ein mit Ei gefüllter frittierter Maisfladen, der insbesondere von Durchreisenden geschätzt wird. Einmal im Jahr wird in Luruaco das Festival de la Arepa de Huevo gefeiert.

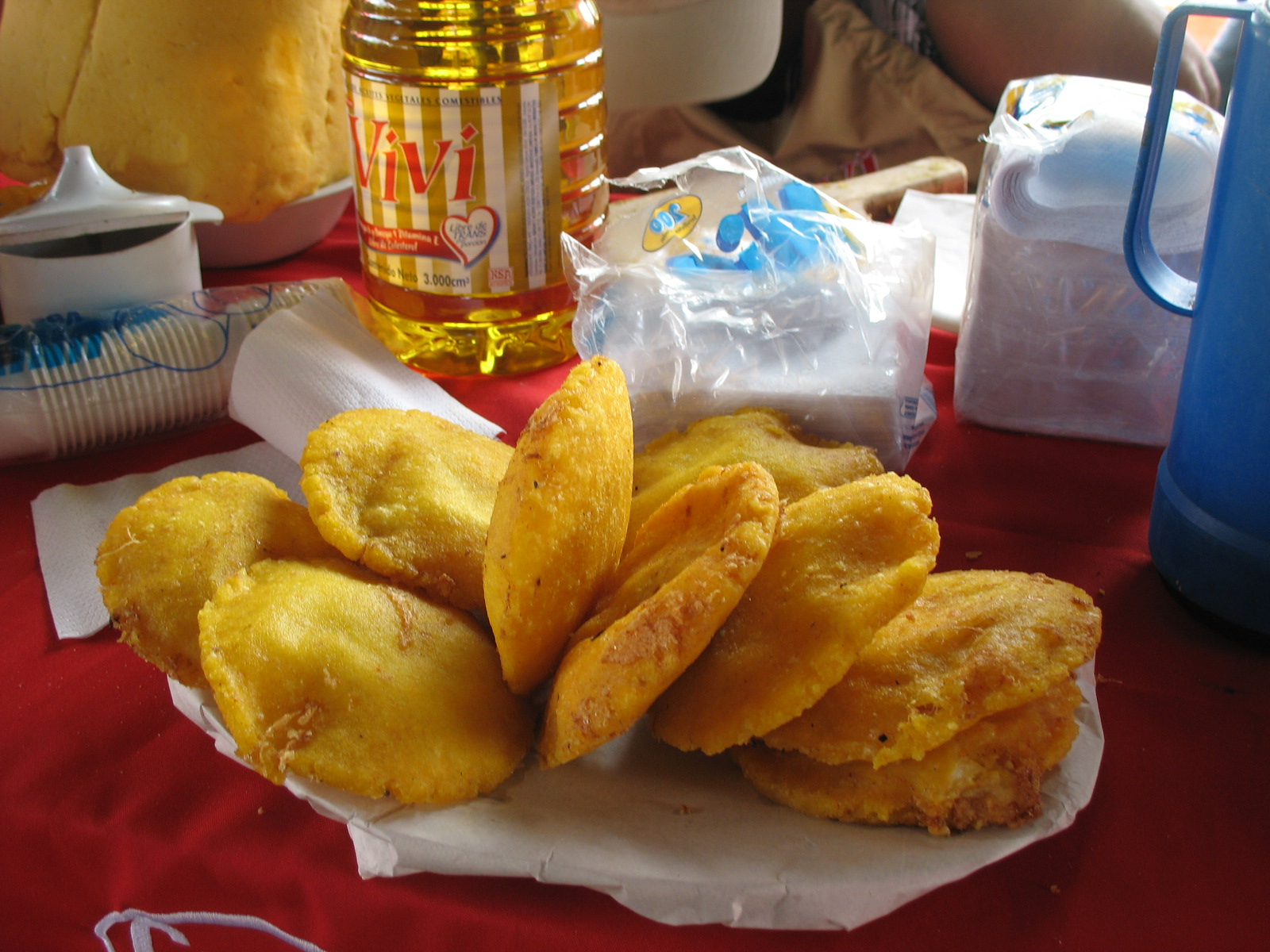
Arepa de Huevo